# Överselö kyrka
Överselö kyrka är en kyrkobyggnad i Stallarholmens församling i Strängnäs stift.
Kyrkan ligger i nordvästra hörnet av Selaön, 2 mil norr om Mariefred i Södermanland. Närmaste ort är Stallarholmen i Strängnäs kommun.

## Kyrkobyggnaden
Överselö kyrka är en välbevarad gotisk salskyrka, rikligt försedd med kalkmålningar, dels från mitten av 1400-talet, dels från 1600-talet. Bland de värdefulla inventarierna märks en romansk dopfunt och ett medeltida altarskåp samt en medeltida Mariastaty ("Överselömadonnan") som brukar tillskrivas Bungemästaren. Från senare tid märks en predikstol och en ljuskrona i järn.

## Historik

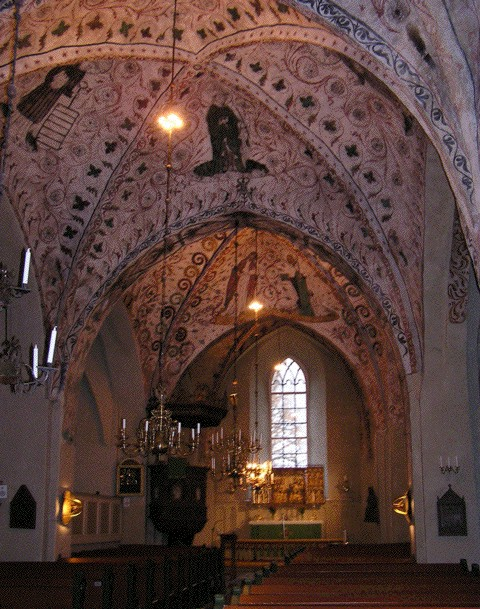
Kyrkans interiör

Överselö stenkyrka uppfördes ursprungligen omkring år 1200 och ersatte möjligen en tidigare träkyrka på samma plats. Den medeltida dopfunt som ännu finns kvar är antagligen samtida med kyrkan. Kyrkan försågs med ett kraftigt torn, vars gluggar är försedda med kolonnetter i kalksten krönta av bladprydda kapitäl. Kolonetterna är daterade till tiden 1240-1250.
På 1380-talet slogs gotiska tunnvalv i tegel. Troligen var det i samband därmed som kyrkan förlängdes åt öster och även erhöll en sakristia. Under mitten av 1400-talet försågs de fyra valven i långhuset med kalkmålningar visande bibliska motiv och helgongestalter. I korvalvet visas hur Fadern håller fram den offrade Sonen. Under 1470-talet byggdes ett sidokapell i söder. Från 1400-talet är också det altarskåp som antagligen införskaffats från Nordtyskland. 
År 1641 härjades kyrkan av eld, på 1660-talet installerades en predikstol och på 1670-talet erhöll tornet en huv. Under 1600-talets senare del tillkom kalkmålningar i tornet och södra sidokapellet.
År 1754 byggde Jonas Gren & Petter Stråhle i Stockholm kyrkans första piporgel. Orgelverket hade 9 orgelstämmor på 1 manual med bihangspedal.
Åren 1881–1882 byggdes ett sidoskepp i norr, varvid kyrkan fick karaktär av korskyrka.
År 1952 restaurerades kyrkan och även orgeln, den senare av Olof Hammarbergs orgelbyggeri i Göteborg, som också byggde en ny större orgel bakom Gren & Stråhles orgelhus.
År 1973 konserverades kyrkan. Kyrkan gjordes ren från många århundradens sot och smuts. Sotet i valven avlägsnades genom användandet av en deg av mjöl, vatten, kopparsulfat och målarsoda, gomma pane.
År 2011 konserverades kalkmålningarna igen. Målningarna rengjordes och konsoliderades och lös puts fästes åter fast vid valven.

## Inventarier[2]
- Altarskåp från 1400-talets senare del med huvudmotiv "Marie kröning" och med de tolv apostlarna på dörrarna, möjligen tillverkat i Nordtyskland.
- Dopfunt från 1200-talet, huggen i sten.
- Triumfkrucifix från ca 1510, antagligen tillverkat i Lübeck.
- Skulptur i ek från början av 1320-talet i form av en sittande madonna, troligen skapad av en gotländsk träsnidare.
- Madonnaskulptur i ek från slutet av 1400-talet, som bör vara ett svenskt arbete.
- Två helgonskåp, det ena med Sankt Erik och Sankt Olof, det andra med Johannes Döparen. Båda antas vara svenska arbeten, det förra från omkring 1450, det senare från omkring 1500. Johannes Döparen var fram 1728 uppställt vid "kakaltaret" (framför Skäggesta kvinnfolksstol, mellan nykyrkan och stora gamla kyrkan), där offer framfördes i samband med kyrktagningen.
- Predikstol har årtalet 1667 målat på korgen. Den pryds av vapen för ätterna Slatte, Skytte och Kagg, vilka syftar på överstelöjtnant Erik Slatte och hans båda hustru Marta Kagg och Sofia Beata Skytte af Duderhof. På stilistiska grunder har den tillskrivits predistolmakaren Mikael Rechner som var domkyrkosnickare i Strängnäs. Årtalet 1667 avser troligen endast målningen, predikstolen är troligen tillverkad på 1640-talet.
- En altartavla med motiv av Nattvarden skänktes 1822 till kyrkan av Filip Bernhard Hebbe på Tynnelsö. Den var 1822-1881 uppsatt bakom altaret.

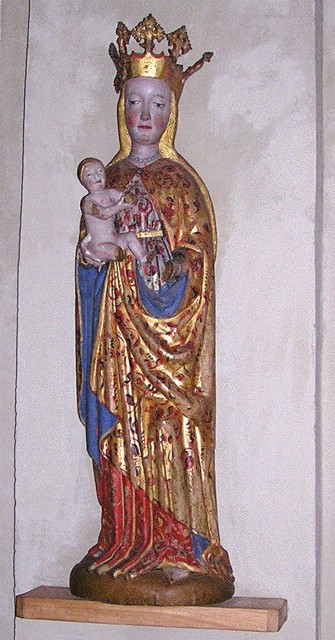
Maria med Jesusbarnet
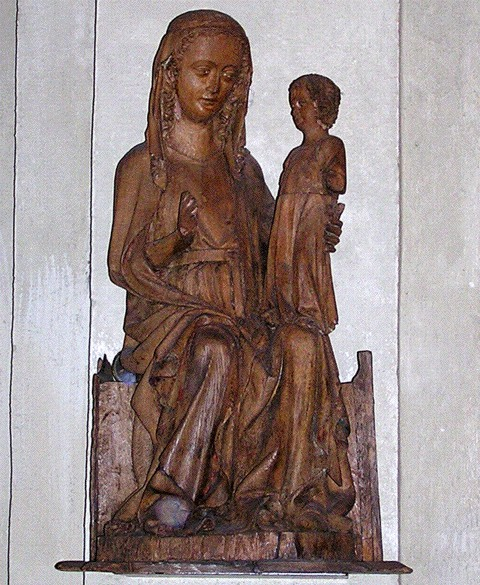
Överselömadonnan med Jesusbarnet
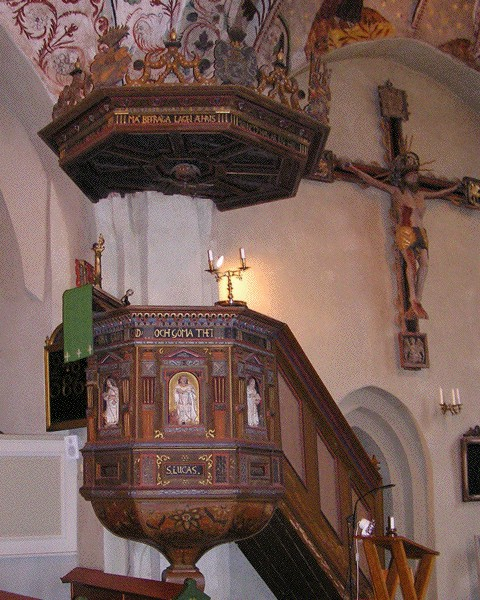
Predikstolen
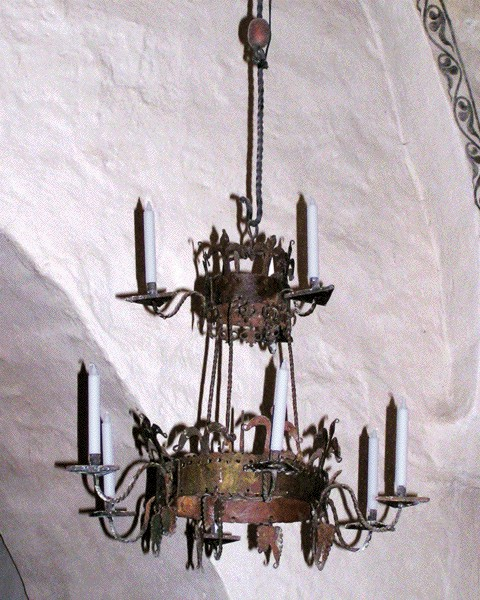
Ljuskrona i järn
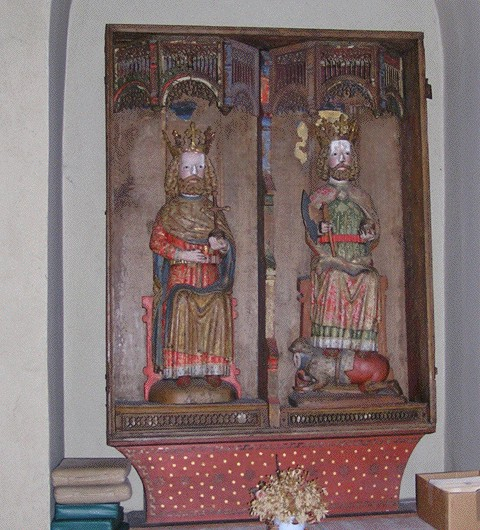
Sankt Erik och Sankt Olof

## Målningar

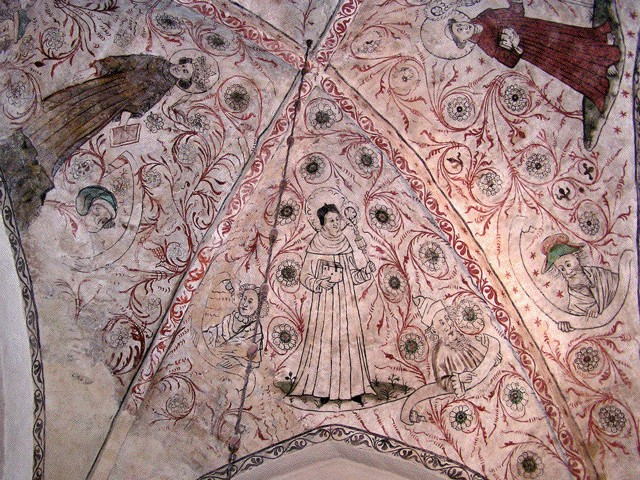
Sankt Bernhard av Clairvaux
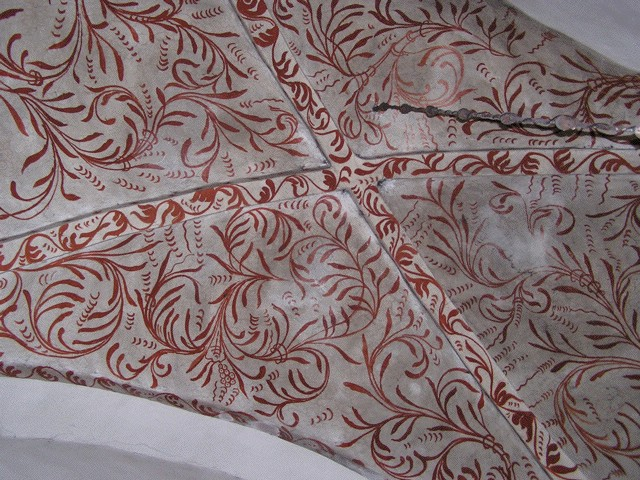
Kalkmålning
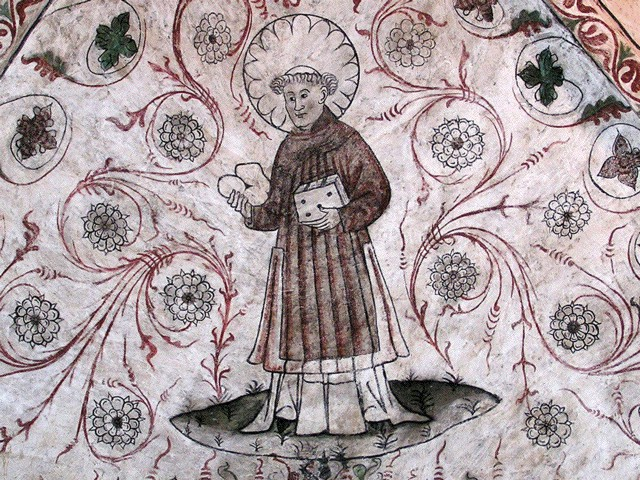
Sankt Stefan
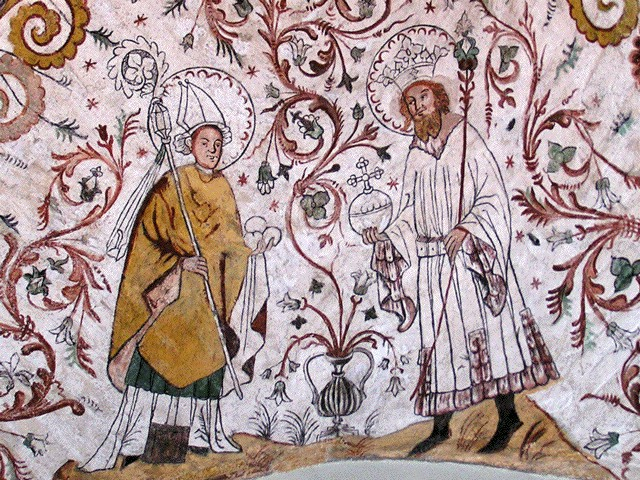
Sankt Eskil och Sankt Erik

## Kyrkklockor[2]
Storklockan är gjuten 1647 i Stockholm av Gerhard Meijer. Den bär initalerna H E S och A T S samt ätterna Soop och Natt och Dags vapen. A T S syftar på Axel Turesson (Natt och Dag), men det är oklart vem Soopvapnet syftar på, Algö säteri i Överselö innehades vid den här tiden av Karin Larsdotter Soop. Lillklockan göts om 1940 i en form som liknade den äldre klockan, som var intressant. Den var sjuten 1638 av Jurgen Putensen i Stockholm och bar inkriptionen "IOHAN TAVAST COMEND / HINRICH PIPER / COMISARIVS / CASPER CROEN CONSVL / KEXHOLMENSIS". Tydligen hade klockan ursprungligen gjutits för kyrkan i Kexholm som stod färdig 1638 men av okänd anledning hamnat här.
Överselö hade under en tid klockstapel, i samband med branden 1641 försvagades tornet så pass att man behövde bygga en klockstapel för klockorna. Den ersattes 1688 av en ny av Martin byggmästare från Gripsholm, rödmålades och tjärades 1691 och försågs då med en vindflöjel daterad 1688. Stapeln revs 1745 sedan tornet reparerats, men flöjeln sitter nu på södra korsarmen.

## Kyrksilver[2]
Kyrkans kalk skänktes till kyrkan 1668 av Baltasar Marschalk och hans hustru och är tillverkad av guldsmeden Henrik Möller i Stockholm. Kyrkan har två vinkannor, den ena daterad 1635 försedd med ätten Hunds vapen samt initialerna ODDH och skänkt av Orania Danielsdotter Hund. Oblatsasken har initalerna G O Q och ätten Oljeqvists vapen samt är skänkt av Gustaf Oljeqvist, son till Johannes Matthiæ Gothus 1671 samt tillverkad av guldsmed Jacob Garnier i Stockholm. Kyrkans brudkrona skänktes till kyrkan 1733 av C. Gerdes. En omfattande brudskrud fanns tidigare i Överselö, 1739 sägs den ha använts 36 och då behöva lagas. 1742 köptes en oäkta krans amt tre smycken, nättelduk till ett par manschetter och band till gördel samt "brudhår" och åtta lockar. 1744 köptes ett pärlband till kyrkans skrud, bestående av 21 äkta granater, varav 12 infattade i sjöskum och de andra 9 som de förra trädda på tråd i rader med vita pärlor emellan. 1747 gjordes en styvkjortel till skruden och 1749 en ny brudkjortel.

## Ljusredskap[2]
I mittskeppet hänger en mässingsljuskrona med åtta armar som 1700 skänktes till kyrkan i testamente efter Gustaf Oljeqvist. Den närmast åt öster 16 armar har upptill en plåt med initialerna N S och K S samt ätterna Slattes och Soops vapen, syftande på överstelöjtnant Nils Slatte död 1638 och dennes maka Karin Soop, död 1658. Den förefaller dock tillverkad senare under 1600-talet och skänktes troligen av sonen Erik Slatte efter moderns död till minne av föräldrarna. Nästa även den med 16 armar hade tidigare en plåt med text på latin, som förklarade att den inköpts 1665 och att kedjan den hängde i bekostats av kyrkoherden Erik Grubb. Därnäst följer en ljuskrona i järn som härrör från medeltiden. I södra korsarmen hänger två mindre ljuskronor med sex armar, som båda skänktes till kyrkan av kapten von Anderssons arvingar någon gång efter hans död 1797. Ljuskronorna var dock inte nya då, den ena torde härröra från omkring 1640, och den andra från runt 1700. I norra korsarmen hänger en modern ljuskrona från 1900-talet.

## Textilier[2]
Bland kyrkans textilier märks ett antependium av "rödblommerad gyllenduk", enligt inskrift och vapen i fodret är den skänkt till kyrkan 1678 av Baltasar Marschalck och Elisabet Gyllenhielm. Vid samma tillfälle skänktes även en mässhake i röd sammet, som senare kom att överföras till kyrkomuseet i Strängnäs. Till kyrkomuseet i Strängnäs överfördes även en mässhake i svart sammet med rika broderier i guld, silver och silke, med motiv av den korsfäste Jesus och ätten Slattes vapen, troligen donerad av överstelöjtnant Erik Slatte (död 1673). I kyrkan förvaras en annan mässhake i svart sammet med årtalet 1782, som donerats hit av kaptenen Alexander von Andersson. En kalkduk av vit sidensars med broderier i silke och guld skänktes enligt en äldre inventarieförteckning av Christina Lovisa Humbla år 1766.

## Gravminnen[2]
I kyrkan finns två små epitafier, det ena på norra torn, det andra i sakristian. De är intressanta genom sin ålder, det ena anger "HÄR LIGER SALIGH IÖNS OLS SÅN OCH LAS JÖNS SON OCH WPSDÅ DIL DHEN YDERSTA DAGEN IGEN 1590", det andra är uppsatt över Holgierd Andersson, död 14 maj 1598. Dessutom finns i sakristian ett yngre epitafium över Andreas Kjulin, död 1688. Ett stort antal begravningsvapen finns också i kyrkan. Bland dessa märks på södra korväggen till höger om fönstret vapnet över Erik Slatte på Algö (1626–1673), till detta hörde hans 16 anvapen som bars i hans begravningsprocession och nu finns uppsatta på olika håll i kyrkan. Som ett särskilt praktfullt begravningsvapen märks Olof Nordenstråles. I kyrkgolvet som lades in i slutet på 1700-talet finns också en mängd gravstenar som då plockades både från kyrkogården och från andra håll i kyrkan.

## Orglar

### Gren & Stråhles orgel
Kyrkans gamla piporgel är den äldsta i bruk varande i Strängnäs stift. Den byggdes 1754 av Stockholmsmästarna Jonas Gren & Petter Stråhle, Stockholm och hade ursprungligen 1 manual med 9 orgelstämmor och bihangspedal. Stämd i korton. Luftförsörjning via två kilbälgar. Orgeln är mekanisk.
Disposition 1754:
| Manual C-c³            | Pedal C-g° |
| Gedact 8’              | bihängd    |
| Principal 4’ (fasad)   |            |
| Spitz Fleut 4’, B/D    |            |
| Quinta 3' (eg. 2 2/3') |            |
| Octava 2'              |            |
| Scharf III chor.       |            |
| Trompet 8’, B/D        |            |
| Trompet 4', B          |            |
| Vox virginea [8'], D   |            |
| Tremulant              |            |

En mindre reparation gjordes 1839 av orgelbyggaren August Josefsson från Stockholm och år 1852 bytte orgelbyggare Johan Lund, Stockholm ut tre stämmor, kopplade bort fasadens Principal 4' och byggde till ett pedalverk med tre stämmor. År 1882 reparerades orgeln av firma Åkerman & Lund Orgelbyggeri, Stockholm, och 1891 av instrumentmakaren Sven Otto Creutz, Mariefred.
Vid kyrkorestaureringen 1952 restaurerades orgeln av firma Olof Hammarberg, Göteborg. Tillsatserna från 1852 togs bort och verket flyttades till norra sidoskeppet. Kilbälgarna byttes ut mot en magasinsbälg, Fasadens principalpipor görs åter ljudande. Gren- & Stråhles mekaniska orgelverk har efter 1954 7 stämmor: 

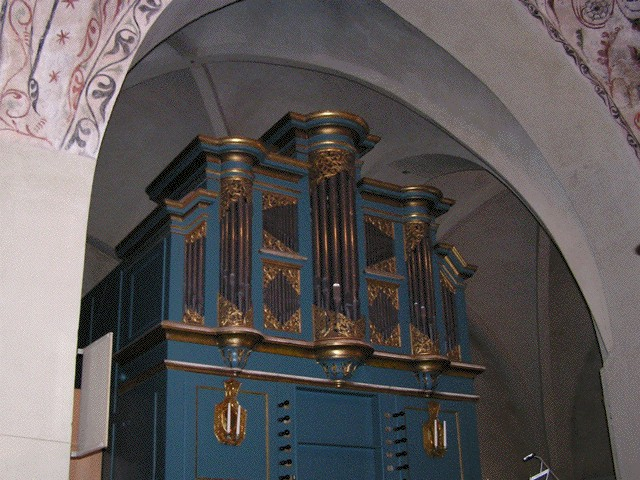
Gren & Stråhles orgel med Hammarbergs orgel bakom.

Disposition 1952:
| Manual C-c³            | Pedal C-g° |
| Principal 8’, D (1858) | bihängd    |
| Gedackt 8’             |            |
| Octava 4’ (fasad)      |            |
| Spetsflöjt 4', B/D     |            |
| Quinta 3’ (eg. 2 2/3’) |            |
| Oktava 2’              |            |
| Trumpet 8’, B/D        |            |

### Hammarbergorgeln
Bakom det gamla orgelhuset byggde Olof Hammarberg, Göteborg 1952-1953 ett helt nytt 17-stämmigt verk med rörpneumatik och rundbälgslådor (rooseweltlådor). Orgeln har två fria kombinationer. Orgeln är placerad bakom den gamla orgeln.
Disposition 1953:
| Huvudverk I C-g³ | Svällverk II C-g³ | Pedal C-f¹   | Koppel              |
| Principal 8'     | Rörflöjt 8'       | Subbas 16'   | Huvudverk/pedal     |
| Gedackt 8'       | Salicional 8'     | Borduna 8'   | Svällverk/pedal     |
| Octava 4'        | Principal 4'      | Nachthorn 4' | Svällverk/Huvudverk |
| Kvintadena 4'    | Gemshorn 4'       |              |                     |
| Octava 2'        | Nasard 2 2/3'     |              |                     |
| Mixtur III chor. | Svegel 2'         |              |                     |
|                  | Scharf II chor.   |              |                     |
|                  | Dulcian 8'        |              |                     |
|                  | Tremulant         |              | Autom. pedalväxling |
|                  | Crescendosvällare |              |                     |

### Diskografi
- Gamla svenska orglar : orgeln i Överselö kyrka, Södermanland / Stenholm, Rolf, orgel. EP. SR Records RAEP 1045. Utan årtal. - Även på LP nedan: 
  - Fyra svenska orglar. LP. SR Records RELP 1023. Utan årtal.

## Runstenar
Vid kyrkan finns fem stycken runstenar.
- Södermanlands runinskrifter 204
- Södermanlands runinskrifter 205
- Södermanlands runinskrifter 206
- Södermanlands runinskrifter 207
- Södermanlands runinskrifter 208